# Франсес (река)
Фра́нсес (англ. Frances River) — река территории Юкон на северо-западе Канады. Левый приток реки Лиард.
Река вытекает из южной оконечности одноимённого озера. Течёт преимущественно на юг и юго-запад. Средний расход воды реки в начале нижнего течения у моста трассы Роберта Кэмпбелла в 50 км северо-западнее города Уотсон-Лейк равняется 157 м³/с. Является основным притоком верхнего течения реки Лиард.
| Средний расход воды (м³/с) реки Франсес по месяцам и за год с 1963 по 2000 гг. (замеры производились на гидрологическом посту у моста в 50 км северо-западнее Уотсон-Лейк 60°28′24″ с. ш. 129°07′11″ з. д.) |